# 熊本市立井芹中学校
熊本市立井芹中学校（くまもとしりつ いせりちゅうがっこう）は、熊本県熊本市西区上熊本三丁目にある公立中学校。

## 沿革
- 1988年（昭和63年） - 熊本市立京陵中学校より分離、熊本市立井芹中学校として開校。校歌制定。

## 委員会
| - 体育委員会 - 保健委員会 - 生活委員会 - 美化委員会 | - 緑化委員会 - 図書委員会 - 文化委員会 - 給食委員会 |

など。

## クラブ活動

### 運動部
- 陸上部
- 野球部
- サッカー部
- 男子バスケットボール部
- 女子バスケットボール部
- 男子バドミントン部
- 女子バドミントン部
- 女子バレーボール部
- 女子ソフトテニス部
  - 2010年（熊本市北部地区個人戦 優勝・3位 団体戦 優勝）

### 文化部
- 合唱部
  - 2009年（平成21年）第64回九州合唱コンクール銅賞
- 放送部

### 主な実績
- 2009年度（平成21年度）
  - 市中体連駅伝大会男子優勝、女子3位、県大会アベック出場
  - 市協会長旗バレーボール大会優勝、市中体連バレーボール大会準優勝
- 2008年度（平成22年度）
  - NHK放送コンテスト テレビ部門 最優秀賞

## 著名人
- 田尻康晴（元プロサッカー選手）
- 田邊駿一（BLUE ENCOUNT）

## 学校周辺
- 九州旅客鉄道鹿児島本線・熊本電気鉄道菊池線 上熊本駅
- 熊本市電 上熊本電停
- 西区役所 花園総合出張所
- 熊本市立総合ビジネス専門学校
- 上熊本三陽自動車学校